# Нижньояїкбаєво
Нижньояїкба́єво (рос. Нижнеяикбаево, башк. Түбәнге Яйыкбай) — присілок у складі Баймацького району Башкортостану, Росія. Входить до складу Нігаматовської сільської ради.
Населення — 123 особи (2010; 163 в 2002).
Національний склад:
- башкири — 99%